# NGC 264
NGC 264 là một thiên hà dạng hạt đậu nằm trong chòm sao Ngọc Phu. Nó được phát hiện vào ngày 30 tháng 8 năm 1834 bởi John Herschel.